# 880
880 (DCCCLXXX) fue un año bisiesto comenzado en viernes del calendario juliano, en vigor en aquella fecha.

## Acontecimientos
- En la actual Francia, Niza es quemada por los sarracenos.
- En la actual España, Omar Ben Hafsun inicia una rebelión contra el Emirato de Córdoba.
- En Montserrat (Cataluña, España) sucede la aparición de la Virgen de Montserrat.
- 19 de noviembre (14/10/4 del año Gangyo): en Hagiwara (zona este de la Prefectura de Shimane, Japón) se registra un terremoto de 7 grados de la escala sismológica de Richter y una magnitud de 6,3 a 6,5.

## Fallecimientos
- 22 de marzo: Carlomán de Baviera, noble alemán, rey de Baviera y de Italia.
- Al-Farghani, astrónomo persa.